# Eleotrica
Eleotrica is een monotypisch geslacht van straalvinnige vissen uit de familie van grondels (Gobiidae).

## Soort
- Eleotrica cableae Ginsburg, 1933